# Ta reine
Singles de Angèle
S'en aller
(2020) Fever
(2020)
Ta reine est une chanson de la chanteuse belge Angèle parue sur son premier album Brol (2018). Elle est sortie le 8 octobre 2018 comme 10e single de l'album. Elle est écrite et produite par Angèle, et coproduite par Tristan Salvati. Cette chanson aborde l'homosexualité féminine,.

## Liste de titres
| 1. | Ta reine | Angèle Van Laeken | 3:33 |

## Classements et certifications

### Classements
| Classement (2018-20)                    | Meilleure position |
| --------------------------------------- | ------------------ |
| Belgique (Wallonie Ultratop 50 Singles) | 25                 |
| Belgique (Wallonie Ultratop 50 Airplay) | 20                 |
| France (SNEP)                           | 16                 |
| France (SNEP Radio)                     | 15                 |
| France (SNEP Ventes)                    | 47                 |

| Classement (2019) | Position |
| ----------------- | -------- |
| France (SNEP)     | 71       |

### Certification
| Pays                                                                       | Certification | Ventes   |
| -------------------------------------------------------------------------- | ------------- | -------- |
| France (SNEP)                                                              | Diamant       | 333 333‡ |
| xNon précisé par la certification ‡ventes/streaming selon la certification |               |          |

## Historique de sortie
| Pays / Région | Date                   | Format                    | Label           | Réf.  |
| ------------- | ---------------------- | ------------------------- | --------------- | ----- |
| Divers        | 5 octobre 2018 (album) | Téléchargement, streaming | Angèle VL (UMG) | [ 1 ] |
| Divers        | 6 mars 2020            | Téléchargement, streaming | Angèle VL (UMG) | [ 1 ] |